# 氟磺酸溴(III)
氟磺酸溴(III)是一种无机化合物，化学式为Br(SO3F)3。它可由S2O6F2和溴反应得到。

## 反应
氟磺酸溴(III)可以和水发生剧烈反应并放热：
{\displaystyle {\ce {4 Br(SO3F)3 + 6 H2O -> 2 Br2 + 3 O2 + 12 HSO3F}}}
它和溴反应生成氟磺酸溴(I)：
{\displaystyle {\ce {Br(SO3F)3 + Br2 -> 3 BrSO3F}}}
它和石墨反应，可以得到C25.2Br(SO3F)3.8。